# Temporada de challengers da WTA de 2024
A temporada de challengers da WTA de 2024 é o circuito secundário das tenistas profissionais organizado pela Associação de Tênis Feminino (WTA) para o ano em questão. O análogo masculino é o ATP Challenger Tour, e define-se como transição ao tênis de elite.
Situa-se abaixo do calendário principal e acima do circuito feminino da ITF.
Rússia e Bielorrússia, pelo terceiro ano seguido, continuam impedidas de representar seus atletas – que jogam sob bandeira neutra –, devido à invasão da Ucrânia pela Rússia.

## Calendário

### Países
| Torneios | País(es)                                                                          | País(es)                                                                    |
| -------- | --------------------------------------------------------------------------------- | --------------------------------------------------------------------------- |
| 5        | França                                                                            | França                                                                      |
| 4        | México                                                                            | México                                                                      |
| 3        | Espanha · Estados Unidos                                                          | Itália                                                                      |
| 2        | Colômbia                                                                          | Colômbia                                                                    |
| 1        | Alemanha · Argentina · Austrália · Bolívia · Brasil · Chile · Croácia · Eslovénia | Hong Kong · Índia · Polónia · Portugal · Roménia · Suíça · Suécia · Turquia |

### Mudanças
- Torneio(s):
  - Debutantes: Antália, Camberra, Charleston 2, Chengdu (depois cancelado), Hamburgo, Hong Kong, Lérida, Mazatlán (depois cancelado), Montreux, Oeiras, Puerto Vallarta, São Paulo (depois cancelado), Santa Cruz de la Sierra e Varsóvia;
  - Extintos ou cancelados: Andorra-a-Velha, Chengdu (cancelado antes da estreia), Chicago, Florença, Iași, Kozerki, Mazatlán (cancelado antes da estreia), Montevidéu, Reus, Rouen, São Paulo (cancelado antes da estreia) e Stanford;
  - Retomados: Bombaim, Charleston e Guadalajara;
  - Transferidos: Kozerki para Varsóvia e Reus para Lérida.

### Mês a mês

#### Legenda
Abaixo estão exemplos, com explicações usando o elemento dica de contexto. Basta passar o cursor sobre cada linha pontilhada para lê-las.
| Semana de     | Torneio                                                                                    | Campeã(s)             | Vice-campeã(s)        | Resultado        |
| ------------- | ------------------------------------------------------------------------------------------ | --------------------- | --------------------- | ---------------- |
| 29 de outubro | OEC Taipei WTA Ladies Open · Taipé, Taiwan · US$ 125.000 – carpete (coberto) – 32S•16Q•16D | jogadora 1            | jogadora 2            | 7–61, 56–7, 6–4  |
| 29 de outubro | OEC Taipei WTA Ladies Open · Taipé, Taiwan · US$ 125.000 – carpete (coberto) – 32S•16Q•16D | jogadora 3 jogadora 4 | jogadora 5 jogadora 6 | 4–6, 6–4, [11–9] |

| Ordenação dos torneios | Quando mais de um torneio acontecer durante a semana: 1. Cidade (A-Z) |

| Ícones | Clicável      |                                        |                                           |
| Ícones | Clicável      | edição do torneio                      |                                           |
| Ícones | Não-clicáveis |                                        | primeiro título conquistado na modalidade |
| Ícones | Não-clicáveis | o(a) jogador(a)/país defendeu o título |                                           |

#### Janeiro
| Semana de     | Torneio                                                                             | Campeã(s)                          | Vice-campeã(s)             | Resultado |
| ------------- | ----------------------------------------------------------------------------------- | ---------------------------------- | -------------------------- | --------- |
| 1º de janeiro | Workday Canberra International Camberra, Austrália US$ 164.000 – duro – 32S•32Q•16D | Nuria Párrizas Díaz                | Harriet Dart               | 6–4, 6–3  |
| 1º de janeiro | Workday Canberra International Camberra, Austrália US$ 164.000 – duro – 32S•32Q•16D | Veronika Erjavec Darja Semeņistaja | Kaylah McPhee Astra Sharma | 6–2, 6–4  |

#### Fevereiro
| Semana de       | Torneio                                                                | Campeã(s)                           | Vice-campeã(s)                       | Resultado      |
| --------------- | ---------------------------------------------------------------------- | ----------------------------------- | ------------------------------------ | -------------- |
| 5 de fevereiro  | L&T Mumbai Open Bombaim, Índia US$ 115.000 – duro – 32S•24Q•16D        | Darja Semeņistaja                   | Storm Hunter                         | 5–7, 7–66, 6–2 |
| 5 de fevereiro  | L&T Mumbai Open Bombaim, Índia US$ 115.000 – duro – 32S•24Q•16D        | Dalila Jakupović Sabrina Santamaria | Arianne Hartono Prarthana Thombare   | 6–4, 6–3       |
| 19 de fevereiro | Vallarta Open Puerto Vallarta, México US$ 115.000 – duro – 32S•16Q•16D | McCartney Kessler                   | Taylah Preston                       | 5–7, 6–3, 6–0  |
| 19 de fevereiro | Vallarta Open Puerto Vallarta, México US$ 115.000 – duro – 32S•16Q•16D | Iryna Shymanovich Renata Zarazúa    | Angelica Moratelli Camilla Rosatello | 6–2, 7–61      |

#### Março
| Semana de   | Torneio                                                                                    | Campeã(s)                            | Vice-campeã(s)                | Resultado         |
| ----------- | ------------------------------------------------------------------------------------------ | ------------------------------------ | ----------------------------- | ----------------- |
| 11 de março | Fifth Third Charleston 125 (1) Charleston, Estados Unidos US$ 115.000 – duro – 32S•16Q•16D | Elisabetta Cocciaretto               | Diana Shnaider                | 6–3, 6–2          |
| 11 de março | Fifth Third Charleston 125 (1) Charleston, Estados Unidos US$ 115.000 – duro – 32S•16Q•16D | Olivia Gadecki Olivia Nicholls       | Sara Errani Tereza Mihalíková | 6–2, 6–1          |
| 25 de março | Megasaray Hotels Open Antália, Turquia US$ 115.000 – saibro – 32S•16Q•16D                  | Jéssica Bouzas Maneiro               | Irina-Camelia Begu            | 6–2, 4–6, 6–2     |
| 25 de março | Megasaray Hotels Open Antália, Turquia US$ 115.000 – saibro – 32S•16Q•16D                  | Angelica Moratelli Camilla Rosatello | Tímea Babos Vera Zvonareva    | 6–3, 3–6, [15–13] |
| 25 de março | San Luis Open San Luis Potosí, México US$ 115.000 – saibro – 32S•8Q•16D                    | Nadia Podoroska                      | Francesca Jones               | 6–1, 6–2          |
| 25 de março | San Luis Open San Luis Potosí, México US$ 115.000 – saibro – 32S•8Q•16D                    | Anna Bondár Tamara Zidanšek          | Laura Pigossi Katarzyna Piter | w.o.              |

#### Abril
| Semana de   | Torneio                                                                                            | Campeã(s)                            | Vice-campeã(s)                   | Resultado         |
| ----------- | -------------------------------------------------------------------------------------------------- | ------------------------------------ | -------------------------------- | ----------------- |
| 1º de abril | Open Internacional Femení Solgironès La Bisbal d'Empordà, Espanha US$ 115.000 – saibro – 32S•8Q•8D | María Lourdes Carlé                  | Rebeka Masarova                  | 3–6, 6–1, 6–2     |
| 1º de abril | Open Internacional Femení Solgironès La Bisbal d'Empordà, Espanha US$ 115.000 – saibro – 32S•8Q•8D | Miriam Kolodziejová Anna Sisková     | Tímea Babos Dalma Gálfi          | w.o.              |
| 15 de abril | Oeiras Open Oeiras, Portugal € 142.608 – saibro – 32S•16Q•16D                                      | Suzan Lamens                         | Clara Tauson                     | 6–4, 5–7, 6–4     |
| 15 de abril | Oeiras Open Oeiras, Portugal € 142.608 – saibro – 32S•16Q•16D                                      | Francisca Jorge Matilde Jorge        | Harriet Dart Kristina Mladenovic | 6–0, 6–4          |
| 29 de abril | Catalonia Open Lérida, Espanha € 100.000 – saibro – 32S•8Q•16D                                     | Kateřina Siniaková                   | Mayar Sherif                     | 6–4, 4–6, 6–3     |
| 29 de abril | Catalonia Open Lérida, Espanha € 100.000 – saibro – 32S•8Q•16D                                     | Nicole Melichar-Martinez Ellen Perez | Katarzyna Piter Mayar Sherif     | 7–5, 6–2          |
| 29 de abril | L'Open 35 de Saint-Malo Saint-Malo, França € 100.000 – saibro – 32S•14Q•16D                        | Loïs Boisson                         | Chloé Paquet                     | 4–6, 7–63, 6–3    |
| 29 de abril | L'Open 35 de Saint-Malo Saint-Malo, França € 100.000 – saibro – 32S•14Q•16D                        | Amina Anshba Anastasia Dețiuc        | Estelle Cascino Carole Monnet    | 7–67, 2–6, [10–5] |

#### Maio
| Semana de  | Torneio                                                         | Campeã(s)                         | Vice-campeã(s)                          | Resultado         |
| ---------- | --------------------------------------------------------------- | --------------------------------- | --------------------------------------- | ----------------- |
| 13 de maio | Trophée Clarins Paris, França € 100.000 – saibro – 32S•8Q•8D    | Diana Shnaider                    | Emma Navarro                            | 6–2, 3–6, 6–4     |
| 13 de maio | Trophée Clarins Paris, França € 100.000 – saibro – 32S•8Q•8D    | Asia Muhammad Aldila Sutjiadi     | Monica Niculescu Zhu Lin                | 7–63, 4–6, [11–9] |
| 13 de maio | Parma Ladies Open Parma, Itália € 100.000 – saibro – 32S•8Q•10D | Anna Karolína Schmiedlová         | Mayar Sherif                            | 7–5, 2–6, 6–4     |
| 13 de maio | Parma Ladies Open Parma, Itália € 100.000 – saibro – 32S•8Q•10D | Anna Danilina · Irina Khromacheva | Ingrid Gamarra Martins Elixane Lechemia | 6–1, 6–2          |

#### Junho
| Semana de   | Torneio                                                                               | Campeã(s)                            | Vice-campeã(s)                    | Resultado        |
| ----------- | ------------------------------------------------------------------------------------- | ------------------------------------ | --------------------------------- | ---------------- |
| 3 de junho  | Open delle Puglie Bari, Itália € 100.000 – saibro – 32S•8Q•8D                         | Anca Todoni                          | Panna Udvardy                     | 6–4, 6–0         |
| 3 de junho  | Open delle Puglie Bari, Itália € 100.000 – saibro – 32S•8Q•8D                         | Anna Danilina Irina Khromacheva      | Angelica Moratelli Renata Zarazúa | 6–1, 6–3         |
| 3 de junho  | Makarska Open Makarska, Croácia US$ 115.000 – saibro – 32S•8Q•8D                      | Katie Volynets                       | Mayar Sherif                      | 3–6, 6–2, 6–1    |
| 3 de junho  | Makarska Open Makarska, Croácia US$ 115.000 – saibro – 32S•8Q•8D                      | Sabrina Santamaria Iryna Shymanovich | Nao Hibino Oksana Kalashnikova    | 6–4, 3–6, [10–6] |
| 10 de junho | BBVA Open Internacional de Valencia Valência, Espanha € 100.000 – saibro – 32S•16Q•8D | Ann Li                               | Viktoriya Tomova                  | 6–3, 6–4         |
| 10 de junho | BBVA Open Internacional de Valencia Valência, Espanha € 100.000 – saibro – 32S•16Q•8D | Katarzyna Piter Fanny Stollár        | Angelica Moratelli Renata Zarazúa | 6–1, 4–6, [10–8] |
| 17 de junho | Veneto Open Gaiba, Itália € 100.000 – grama – 32S•8Q•8D                               | Alycia Parks                         | Bernarda Pera                     | 6–3, 6–1         |
| 17 de junho | Veneto Open Gaiba, Itália € 100.000 – grama – 32S•8Q•8D                               | Hailey Baptiste Alycia Parks         | Miriam Kolodziejová Anna Sisková  | 7–64, 6–2        |

#### Julho
| Semana de   | Torneio                                                                 | Campeã(s)                             | Vice-campeã(s)                  | Resultado        |
| ----------- | ----------------------------------------------------------------------- | ------------------------------------- | ------------------------------- | ---------------- |
| 8 de julho  | Nordea Open Båstad, Suécia US$ 115.000 – saibro – 32S•16D               | Martina Trevisan                      | Ann Li                          | 6–2, 6–2         |
| 8 de julho  | Nordea Open Båstad, Suécia US$ 115.000 – saibro – 32S•16D               | Peangtarn Plipuech Tsao Chia-yi       | María Lourdes Carlé Julia Riera | 7–5, 6–3         |
| 8 de julho  | Grand Est Open 88 Contrexéville, França € 115.000 – saibro – 32S•12Q•8D | Lucia Bronzetti                       | Mayar Sherif                    | 6–4, 46–7, 7–5   |
| 8 de julho  | Grand Est Open 88 Contrexéville, França € 115.000 – saibro – 32S•12Q•8D | Oksana Kalashnikova Iryna Shymanovich | Wu Fang-hsien Zhang Shuai       | 5–7, 6–3, [10–7] |
| 22 de julho | Polish Open Varsóvia, Polônia US$ 115.000 – duro – 32S•8Q•8D            | Alycia Parks                          | Maya Joint                      | 4–6, 6–3, 6–3    |
| 22 de julho | Polish Open Varsóvia, Polônia US$ 115.000 – duro – 32S•8Q•8D            | Weronika Falkowska Martyna Kubka      | Céline Naef Nina Stojanović     | 6–4, 7–65        |

#### Agosto
| Semana de    | Torneio                                                                  | Campeã(s)                        | Vice-campeã(s)               | Resultado         |
| ------------ | ------------------------------------------------------------------------ | -------------------------------- | ---------------------------- | ----------------- |
| 4 de agosto  | ECE Ladies Hamburg Open Hamburgo, Alemanha € 100.000 – saibro – 32S•8D   | Anna Bondár                      | Arantxa Rus                  | 6–4, 6–2          |
| 4 de agosto  | ECE Ladies Hamburg Open Hamburgo, Alemanha € 100.000 – saibro – 32S•8D   | Anna Bondár Kimberley Zimmermann | Arantxa Rus Nina Stojanović  | 5–7, 6–3, [11–9]  |
| 12 de agosto | Barranquilla Open Barranquilla, Colômbia US$ 115.000 – duro – 32S•10Q•8D | Nadia Podoroska                  | Tatjana Maria                | 6–2, 1–6, 6–3     |
| 12 de agosto | Barranquilla Open Barranquilla, Colômbia US$ 115.000 – duro – 32S•10Q•8D | Jessica Failla Hiroko Kuwata     | Quinn Gleason Ingrid Martins | 4–6, 7–62, [10–7] |

#### Setembro
| Semana de      | Torneio                                                                            | Campeã(s)                            | Vice-campeã(s)                        | Resultado        |
| -------------- | ---------------------------------------------------------------------------------- | ------------------------------------ | ------------------------------------- | ---------------- |
| 2 de setembro  | Guadalajara 125 Open Guadalajara, México US$ 115.000 – duro – 32S•8Q•8D            | Kamilla Rakhimova                    | Tatjana Maria                         | 6–3, 56–7, 6–3   |
| 2 de setembro  | Guadalajara 125 Open Guadalajara, México US$ 115.000 – duro – 32S•8Q•8D            | Katarzyna Piter · Fanny Stollár      | Angelica Moratelli Sabrina Santamaria | 6–4, 7–5         |
| 2 de setembro  | Montreux Nestlé Open Montreux, Suíça US$ 115.000 – saibro – 32S•16Q•8D             | Irina-Camelia Begu                   | Petra Marčinko                        | 1–6, 6–3, 6–0    |
| 2 de setembro  | Montreux Nestlé Open Montreux, Suíça US$ 115.000 – saibro – 32S•16Q•8D             | Quinn Gleason Ingrid Martins         | María Lourdes Carlé Simona Waltert    | 6–3, 4–6, [10–7] |
| 9 de setembro  | Țiriac Foundation Trophy Bucareste, Romênia US$ 115.000 – saibro – 32S•16Q•8D      | Miriam Bulgaru                       | Kathinka von Deichmann                | 6–3, 1–6, 6–4    |
| 9 de setembro  | Țiriac Foundation Trophy Bucareste, Romênia US$ 115.000 – saibro – 32S•16Q•8D      | Carole Monnet Darja Semeņistaja      | Aliona Bolsova Katarzyna Kawa         | 1–6, 6–2, [10–7] |
| 9 de setembro  | Zavarovalnica Sava Ljubljana Liubliana, Eslováquia € 100.000 – saibro – 32S•8Q•16D | Jil Teichmann                        | Nuria Párrizas Díaz                   | 7–68, 6–4        |
| 9 de setembro  | Zavarovalnica Sava Ljubljana Liubliana, Eslováquia € 100.000 – saibro – 32S•8Q•16D | Nuria Brancaccio Leyre Romero Gormaz | Lina Gjorcheska Jil Teichmann         | 5–7, 7–5, [10–7] |
| 30 de setembro | Prudential Hong Kong Tennis 125 · Hong Kong · US$ 115.000 – duro – 32S•16Q•16D     | Ajla Tomljanović                     | Clara Tauson                          | 4–6, 6–4, 6–4    |
| 30 de setembro | Prudential Hong Kong Tennis 125 · Hong Kong · US$ 115.000 – duro – 32S•16Q•16D     | Monica Niculescu Elena-Gabriela Ruse | Nao Hibino Makoto Ninomiya            | 6–3, 5–7, [10–5] |

#### Outubro
| Semana de      | Torneio                                                                        | Campeã(s) | Vice-campeã(s)                                                                                                 | Resultado |
| -------------- | ------------------------------------------------------------------------------ | --- | --- | --- |
| 7 de outubro   | WTA 125 Chengdu Open Chengdu, China US$ 115.000 – duro – 32S•16Q•16D           | Cancelado antes da estreia (programado desde julho, foi excluído na atualização de calendário do mês seguinte) | Cancelado antes da estreia (programado desde julho, foi excluído na atualização de calendário do mês seguinte) | Cancelado antes da estreia (programado desde julho, foi excluído na atualização de calendário do mês seguinte) |
| 14 de outubro  | Mazatlán Ladies Open Mazatlán, México US$ 115.000 – duro – 32S•16Q•16D         | Cancelado antes da estreia                                                                                     | Cancelado antes da estreia                                                                                     | Cancelado antes da estreia                                                                                     |
| 21 de outubro  | São Paulo Open São Paulo, Brasil US$ 115.000 – saibro – 32S•16Q•16D            | Cancelado antes da estreia                                                                                     | Cancelado antes da estreia                                                                                     | Cancelado antes da estreia                                                                                     |
| 21 de outubro  | Abierto Tampico Tampico, México US$ 115.000 – duro – 32S•16Q•16D               | Marina Stakusic                                                                                                | Anna Blinkova                                                                                                  | 6–4, 2–6, 6–4                                                                                                  |
| 21 de outubro  | Abierto Tampico Tampico, México US$ 115.000 – duro – 32S•16Q•16D               | Carmen Corley Rebecca Marino                                                                                   | Alina Korneeva Polina Kudermetova                                                                              | 6–3, 6–3 |
| 28 de setembro | Bolivia Open Santa Cruz de la Sierra, Bolívia US$ 115.000 – saibro – 32S•8Q•8D | Anca Todoni | Emiliana Arango                                                                                                | 7–65, 6–0 |
| 28 de setembro | Bolivia Open Santa Cruz de la Sierra, Bolívia US$ 115.000 – saibro – 32S•8Q•8D | Nuria Brancaccio Leyre Romero Gormaz                                                                           | Aliona Bolsova Valeriya Strakhova                                                                              | 6–4, 6–4 |

#### Novembro
| Semana de      | Torneio                                                                                             | Campeã(s)                            | Vice-campeã(s)                      | Resultado        |
| -------------- | --------------------------------------------------------------------------------------------------- | ------------------------------------ | ----------------------------------- | ---------------- |
| 4 de novembro  | Cali Open Cáli, Colômbia US$ 115.000 – saibro – 32S•16Q•15D                                         | Irina-Camelia Begu                   | Veronika Erjavec                    | 6–3, 6–3         |
| 4 de novembro  | Cali Open Cáli, Colômbia US$ 115.000 – saibro – 32S•16Q•15D                                         | Veronika Erjavec Kristina Mladenovic | Tara Würth Katarina Zavatska        | 6–2, 7–64        |
| 4 de novembro  | Dow Tennis Classic Midland, Estados Unidos US$ 115.000 – duro (coberto) – 32S•16Q•15D               | Rebecca Marino                       | Alycia Parks                        | 6–2, 6–1         |
| 4 de novembro  | Dow Tennis Classic Midland, Estados Unidos US$ 115.000 – duro (coberto) – 32S•16Q•15D               | Emily Appleton Maia Lumsden          | Ariana Arseneault Mia Kupres        | 6–2, 4–6, [10–5] |
| 18 de novembro | Fifth Third Charleston 125 (2) Charleston, Estados Unidos US$ 115.000 – saibro (verde) – 32S•8Q•15D | Renata Zarazúa                       | Hanna Chang                         | 6–1, 7–64        |
| 18 de novembro | Fifth Third Charleston 125 (2) Charleston, Estados Unidos US$ 115.000 – saibro (verde) – 32S•8Q•15D | Nuria Brancaccio Leyre Romero Gormaz | Kayla Cross Liv Hovde               | 7–66, 6–2        |
| 18 de novembro | LP Open Chile Colina, Chile US$ 115.000 – saibro – 32S•8Q•15D                                       | Nina Stojanović                      | María Lourdes Carlé                 | 3–6, 6–4, 6–4    |
| 18 de novembro | LP Open Chile Colina, Chile US$ 115.000 – saibro – 32S•8Q•15D                                       | Mayar Sherif Nina Stojanović         | Léolia Jeanjean Kristina Mladenovic | w.o.             |
| 25 de novembro | IEB+ Argentina Open Buenos Aires, Argentina US$ 115.000 – saibro – 32S•8Q•8D                        | Mayar Sherif                         | Katarzyna Kawa                      | 6–3, 4–6, 6–4    |
| 25 de novembro | IEB+ Argentina Open Buenos Aires, Argentina US$ 115.000 – saibro – 32S•8Q•8D                        | Maja Chwalińska Katarzyna Kawa       | Laura Pigossi Mayar Sherif          | 6–4, 3–6, [10–7] |

#### Dezembro
| Semana de     | Torneio                                                                         | Campeã(s)                              | Vice-campeã(s)                         | Resultado      |
| ------------- | ------------------------------------------------------------------------------- | -------------------------------------- | -------------------------------------- | -------------- |
| 2 de dezembro | Open In Arte Angers Loire Angers, França € 100.000 – duro (coberto) – 32S•8Q•8D | Alycia Parks                           | Belinda Bencic                         | 7–64, 3–6, 6–0 |
| 2 de dezembro | Open In Arte Angers Loire Angers, França € 100.000 – duro (coberto) – 32S•8Q•8D | Monica Niculescu · Elena-Gabriela Ruse | Belinda Bencic Céline Naef             | 6–3, 6–4       |
| 2 de dezembro | MundoTênis Open Florianópolis, Brasil US$ 115.000 – saibro – 32S•8Q•16D         | Maja Chwalińska                        | Ylena In-Albon                         | 6–1, 6–2       |
| 2 de dezembro | MundoTênis Open Florianópolis, Brasil US$ 115.000 – saibro – 32S•8Q•16D         | Maja Chwalińska Laura Pigossi          | Nicole Fossa Huergo Valeriya Strakhova | 7–63, 6–3      |
| 9 de dezembro | Open BLS de Limoges Limoges, França € 100.000 – duro (coberto) – 32S•8Q•8D      | Viktorija Golubic                      | Céline Naef                            | 7–5, 6–4       |
| 9 de dezembro | Open BLS de Limoges Limoges, França € 100.000 – duro (coberto) – 32S•8Q•8D      | Elsa Jacquemot Margaux Rouvroy         | Erika Andreeva Séléna Janicijevic      | 6–4, 6–3       |

## Distribuição de pontos
A distribuição de pontos para torneios 125 em 2024 foi definida:
| Evento            | T   | F  | SF | QF | R16 | R32 | R64 | R128 | Q | Q3 | Q2 | Q1 |
| ----------------- | --- | -- | -- | -- | --- | --- | --- | ---- | - | -- | -- | -- |
| WTA 125 (32S/16Q) | 125 | 81 | 49 | 27 | 15  | 1   | –   | -    | 6 | -  | 4  | 1  |
| WTA 125 (32S/8Q)  | 125 | 81 | 49 | 27 | 15  | 1   | –   | -    | 6 | -  | -  | 1  |
| WTA 125 (16D)     | 125 | 81 | 49 | 27 | 1   | -   | -   | -    | - | -  | -  | -  |
| WTA 125 (8D)      | 125 | 81 | 49 | 1  | -   | -   | -   | -    | - | -  | -  | -  |

## Prêmio
Entre os vencedores do WTA Awards de 2024, o relacionado a este circuito foi anunciado em janeiro de 2025.
Torneio WTA 125 do ano:  Båstad.